# Employed to Serve
Employed to Serve est un groupe britannique de heavy metal, originaire de Woking, en Angleterre,.

## Histoire
Employed to Serve est formé en 2011 par les membres actuels Justine Jones et Sammy Urwin. En juillet 2020, plusieurs membres d'Employed to Serve et de Renounced sortent un EP sous le nom de Glorious,.
Leur album Conquering est élu par Loudwire comme le 41e meilleur album rock/metal de 2021. Le titre Exist est élu par la même publication comme la 6e meilleure chanson metal de la même année.

## Style musical
Le son du groupe a été décrit comme un mélange de death metal, de punk hardcore, de post-hardcore et de metalcore, entre autres genres,,,. Le groupe a cité Machine Head, Testament et Exodus comme influences sur Conquering, leur dernier album studio.

## Discographie

### Albums studio
- 2015 : Greyer than You Remember
- 2017 : The Warmth of a Dying Sun
- 2019 : Eternal Forward Motion
- 2021 : Conquering

### EP
- 2012 : Long Time Dead
- 2013 : Counting Crows
- 2014 : Change Nothing Regret Nothing